# Tellidorella cristulata
Tellidorella cristulata is een tweekleppigensoort uit de familie van de Lucinidae. De wetenschappelijke naam van de soort is voor het eerst geldig gepubliceerd in 1963 door Berry.